# Sisyrinchium firmifolium
Sisyrinchium firmifolium är en irisväxtart som beskrevs av Pierfelice Ravenna. Sisyrinchium firmifolium ingår i släktet gräsliljor, och familjen irisväxter.
Artens utbredningsområde är Peru. Inga underarter finns listade i Catalogue of Life.